# Lissajous-görbe

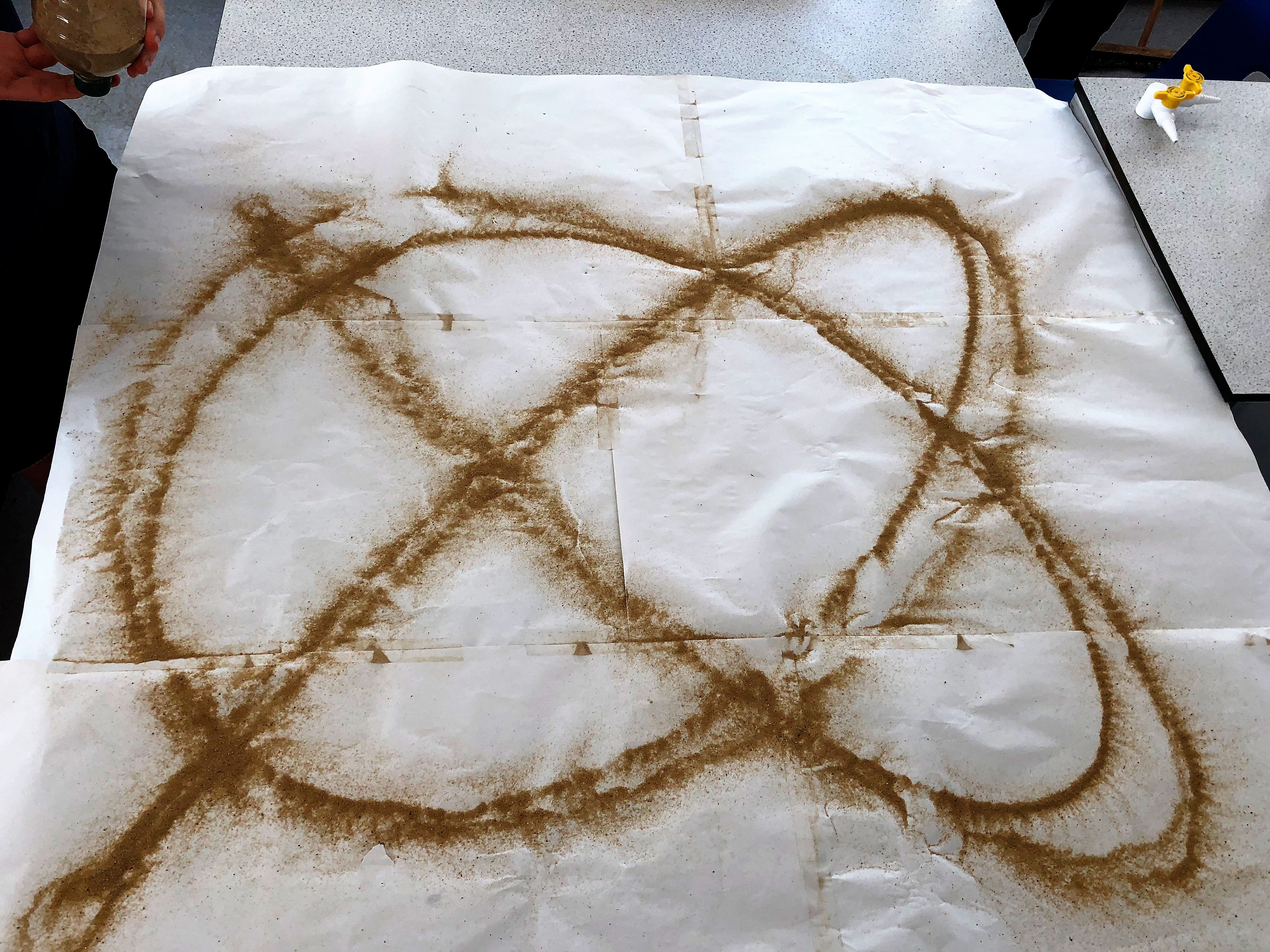
Papírra homokkal kirajzolt Lissajous-görbe

A Lissajous-görbék egymásra merőleges rezgések által kijelölt síkgörbék. A görbéket Jules Antoine Lissajous írta le 1857-ben.
A Lissajous-görbék meglehetősen ismertek, mivel igen látványos és egyszerűen előállítható alakzatok, így akár díszítőelem funkciót is betölthetnek.

## Leírás

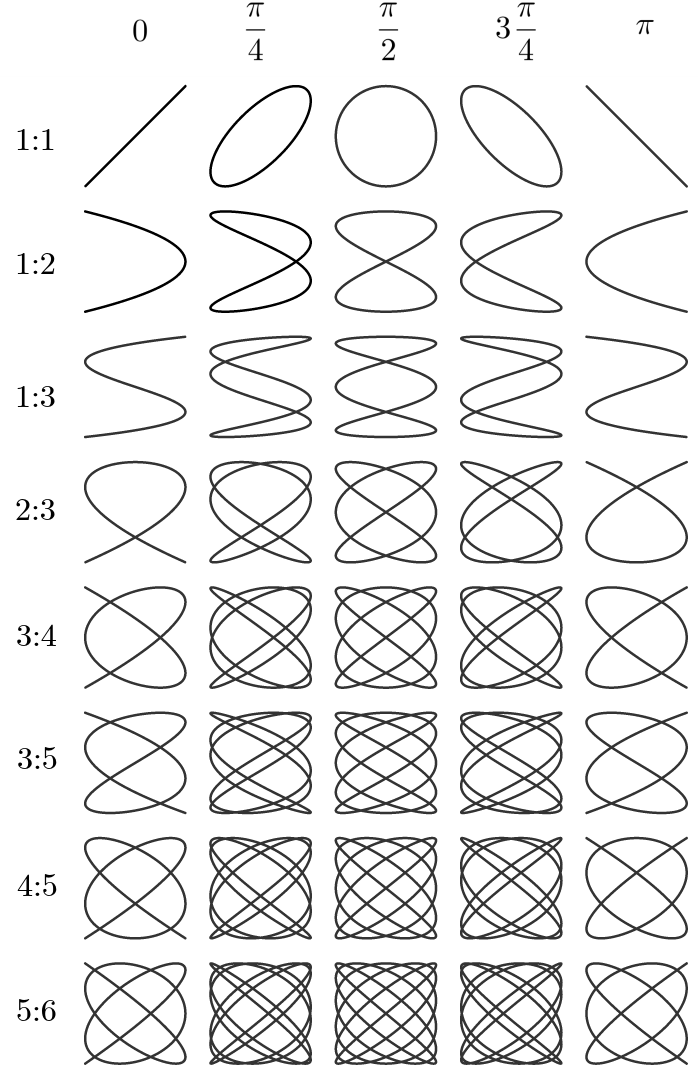
Lissajous-görbék a fáziseltérés és a frekvencia-arányok szerint

A görbéket két, egymásra merőleges rezgés eredőjeként kapjuk. Elképzelhető ugyan más szöget bezáró mozgás is, azonban ezek is mindig felbonthatóak merőleges és párhuzamos komponensekre.
A görbék paraméteres alakja:
{\displaystyle {\begin{aligned}x(t)&=a_{1}\cdot \sin(\alpha _{1}t+\varphi )\\y(t)&=a_{2}\cdot \sin(\alpha _{2}t)\end{aligned}}}
A Lissajous-görbék egy téglalapot töltenek ki, aminek oldalhosszai a rezgések amplitúdója. A téglalapok oldalait érinti, az érintési pontok számának aránya a frekvenciák arányával egyenlő. Ennek következménye, hogy ha a két frekvencia aránya irracionális, a görbe a téglalapot kitölti. Másképpen fogalmazva a görbe periodikus függvény, ha a frekvenciák aránya racionális, és nem periodikus, ha irracionális szám.
Maga a görbe elképzelhető úgy is, hogy egy hengerfelületre írunk szinuszhullámot, és ezt a koordináta-rendszerbe vetítjük. A fázisszög a henger adott szögű elforgatásával egyenértékű, a henger magassága és átmérője az amplitúdókkal egyenlő, a hullám frekvenciája pedig a rezgések frekvenciájának arányával egyezik meg.

### A legegyszerűbb eset
Ha a két frekvencia egyenlő, akkor a görbe vizsgálata egyszerű módszerekkel elvégezhető.
1. Ha {\displaystyle \varphi =0}, akkor {\displaystyle {\frac {x}{a_{1}}}={\frac {y}{a_{2}}}}, azaz a görbe egyenes, méghozzá az {\displaystyle a_{1}} és {\displaystyle a_{2}} oldalú téglalap átlója.
2. Ha {\displaystyle \varphi ={\frac {\pi }{2}}}, akkor a szögfüggvények közötti összefüggéseket figyelembe véve kapjuk, hogy

{\displaystyle {\begin{aligned}{\frac {x}{a_{1}}}&=\cos(\alpha t)\\{\frac {y}{a_{2}}}&=\sin(\alpha t)\end{aligned}}}.
Innen a Pitagorasz-tételt alkalmazva a görbe egyenlete az
{\displaystyle \left({\frac {x}{a_{1}}}\right)^{2}+\left({\frac {y}{a_{2}}}\right)^{2}=1}
alakot ölti. Ez pontosan az ellipszis egyenlete.
Némileg bonyolultabb belátni, hogy ha {\displaystyle \varphi =\pm {\frac {\pi }{4}}}, akkor a görbe egy olyan ellipszis, amelynek a nagytengelye az {\displaystyle a_{1};a_{2}} oldalú téglalp átmérőjén fekszik. Ehhez a másodrendű görbék ismerete szükséges.
Az összetettebb esetekben már mélyebb matematikai ismeretekre van szükség, ezeket itt nem részletezzük.

## Alkalmazások

Az Australian Broadcasting Corporation logója is egy Lissajous-görbe

A Lissajous-görbéket a harmonográf használata során alkalmazzuk. Ekkor harmonikus rezgőmozgásokat az általuk létrehozott rajzok segítségével elemzünk. Ha egy ismeretlen rezgést egy rá merőleges másik rezgéssel összekapcsolunk, a kirajzolt ábra alapján a paramétereit meg tudjuk határozni.
Egyes esetekben logóként is alkalmazzák a Lissajous-görbéket, mivel látványos, ugyanakkor egyszerű alakzatok. Ilyen például az Australian Broadcasting Corporation emblémája.